# Marina Maria Lafayette de Andrada Ibrahim
Marina Maria Lafayette de Andrada Ibrahim (Rio de Janeiro, 15 de abril de 1920 - Belo Horizonte, 6 de janeiro de 2022) foi uma escritora e memorialista brasileira. Marina Ibrahim é de família tradicional mineira, era filha do embaixador José Bonifácio, irmã do ex Ministro do STF Antônio Carlos Lafayette Andrada e do ex-presidente da Câmara dos Deputados Zezinho Bonifácio, Marina também é tataraneta do patriarca da independência José Bonifácio por parte do pai, do lado materno é neta do conselheiro Lafayette Rodrigues Pereira. Entre as suas principais obras está o livro "Pinceladas do Passado" que narra as suas memórias desde os tempos que seu pai era embaixador em Roma. Morreu aos 101 anos.